# 每日新聞 (泰國)
《每日新聞》（發音：[dēː.lī.nīw(s)]）是泰國發行量僅次于《泰國日報》的報紙，已經有43年的歷史，每日流通量達到七十萬份。她的特色是排版比較緊湊，彩色版面比較多、圖片也比較精緻。

## 歷史
泰國《每日新聞》報是由盛·漢蔡坤（Saeng Hetrakul）創辦於1964年3月28日。起初名字是：《恆育每日新聞》（แนวหน้าแห่งยุคเดลินิวส์），內容注重在教育方面；三年後更改為今天的名字。

## 政治傾向
主要讀者群為曼谷地區的泰國中產階級。當前比較傾向泰國軍方，反對前他信總理的政策。

## 外部連結
- 《每日新聞》官方网站 （页面存档备份，存于） （泰文）
- 《每日新聞》的歷史 （页面存档备份，存于） （泰文）
- 《每日新聞》發行40週年紀念版 （页面存档备份，存于） （泰文）